# Fuerzas Terrestres de la República Democrática del Congo
Las Fuerzas de Tierra de la República Democrática Congo, llamado también el ejército congoleño, son el componente terrestre de las Fuerzas Armadas de la República Democrática del Congo. Gran parte de las tropas del ejército son exmiembros de grupos rebeldes en el este de la RDC. Corrupción y la incompetencia de los soldados es rampante, y muchos de ellos cometen crímenes contra la población local. Las Naciones Unidas mantiene una gran fuerza en el país para ayudar el ejército congolés en la provincia de Kivu Norte, donde han estado luchando contra el grupo M23. En octubre de 2013, los rebeldes del movimiento M23 se rindieron al gobierno de Kinsasa.

## Organización

### Estructura Actual
Varios oficiales tuvieron el cargo de jefe de las fuerzas tierra personal.
- Sylvain Buki (¿?-2006)
- Gabriel Amisi Kumba (2006-2012)
- François Olenga (2012 –¿?)
- Dieudonné Banze Lubundji (¿?-presente)

## Guardia Republicana
Además de las fuerzas de tierra, el presidente Joseph Kabila también tiene una fuerza presidencial de Guardia personal, anteriormente conocida como grupo especial de seguridad presidencial (GESP). Funcionarios militares de las FTRDC indican que no es responsabilidad de las FARDC. Aparte del artículo 140 de la ley sobre el ejército y la defensa, ninguna estipulación legal sobre las fuerzas armadas de la RDC prevé que la GR es una unidad distinta dentro del ejército nacional. En febrero de 2005, el presidente Joseph Kabila aprobó un decreto que designó como responsabilidad del GR la seguridad personal del presidente. El GR está conformado por más de 10.000 soldados y tienen mejores condiciones de trabajo y se paga regularmente, pero todavía cometen violaciones y robos cerca de sus bases.
 
En un esfuerzo por ampliar su control personal en todo el país, Joseph Kabila ha desplegado a la GR en los principales aeropuertos, aparentemente en preparación para una inminente gira presidencial por el país. A finales de 2005, había guardias desplegados en Mbandaka, Kindu, Lubumbashi, Bukavu, Kolwezi, el GR tiene órdenes de permanecer muchos meses después de que el presidente hubiera acabado con su gira. Todavía están desplegados en el aeropuerto de Bangoka de Kisangani, donde no parecen responder a ningún comandante local y han causado problemas con tropas de la MONUC.
 
El GR también se supone que debe experimentar un proceso de integración, pero a partir de enero de 2007, sólo un batallón había sido anunciado como integrado. Formado en un centro de integración en el suburbio de Kinshasa de Kibomango, el batallón incluyó 800 hombres, mitad de GESP anterior y la mitad de la MLC y la CCD Goma.

## Equipamiento

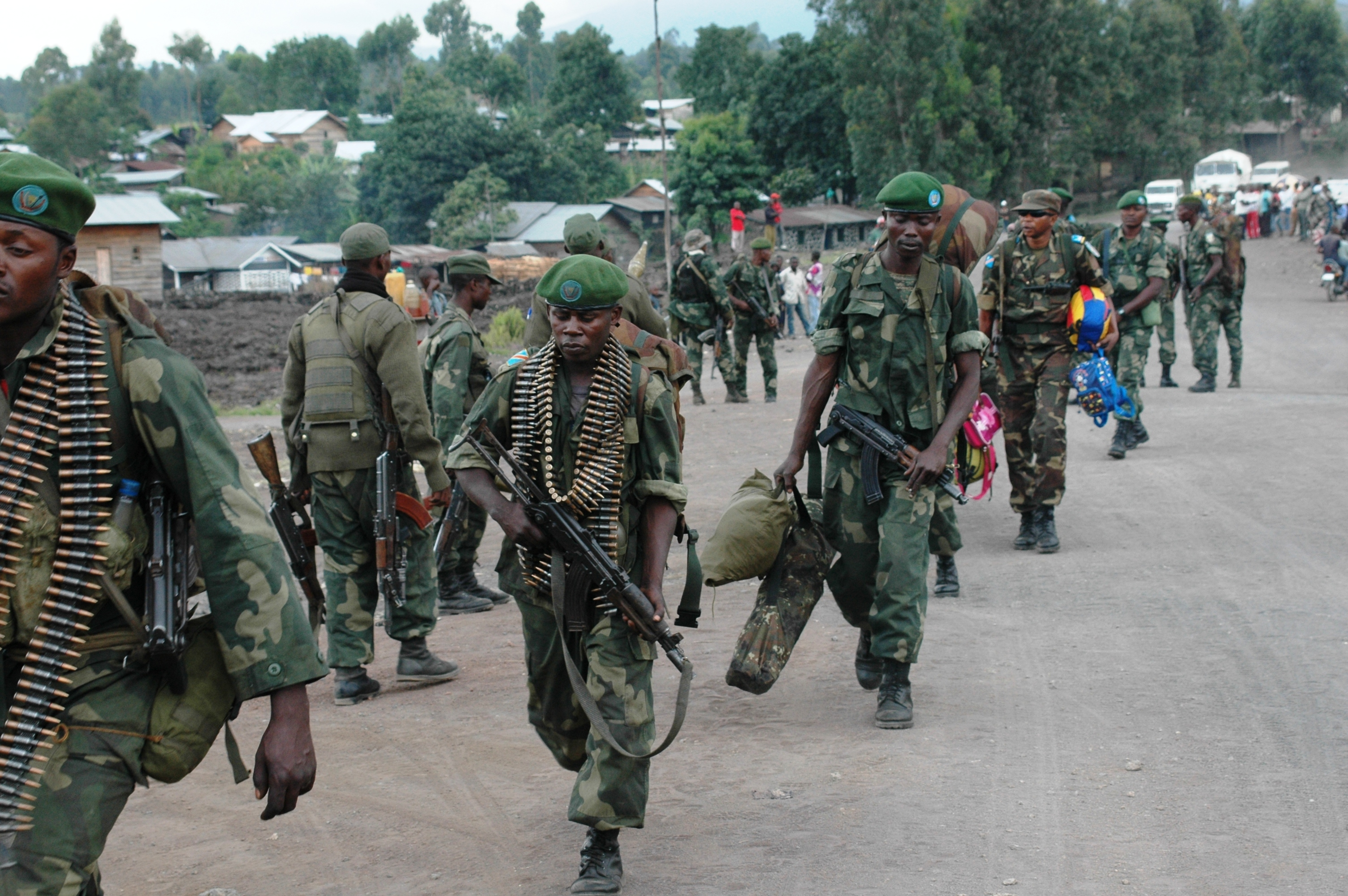
Soldados de las Fuerzas Terrestres cerca de Goma, mayo de 2013

Intentar hacer una lista sobre el equipamiento de las fuerzas de tierra de la DRC es difícil; más que cifras son estimaciones poco fiables basadas en elementos conocidos del pasado. Un balance militar en 2007 dan solamente cifras ligeramente diferentes (los ejemplos de abajo son del 2007 del equilibrio militar de IISS). Gran parte del equipo de las fuerzas terrestres no está en servicio operacional debido a su mantenimiento insuficiente, en 2002 se estimaron sólo el 20% de vehículos blindados de las fuerzas de tierra como útiles.
- Carros de combate: 30 tanques tipo 59, 20 tanques T-54/T-55, algunos carros de combate principales T-72.

- Vehículos de reconocimiento blindado: 40 tanques ligeros tipo 62, 40 automóviles blindados militares como el Panhard AML francés y el EE-09 Cascavel brasileño.

- Vehículos de combate de infantería (VCI): 20 BMP-1.

- Vehículos de transporte blindado de personal (TBP) M113 y vehículos resistentes a las minas, incluyendo el Casspir y transportes blindados de personal como el Panhard M3 francés y el Fahd egipcio.

- Artillería: 100 piezas de artillería de campaña, que van desde obuses de 155 mm hasta cañones como el obús remolcado D-30 de 130 mm y el lanzacohetes múltiple chino MLRS Tipo 81.

Además de estas cifras de 2007, en marzo de 2010, se informó que las fuerzas de tierra de la RDC habían pedido 80 millones USA para comprar equipo militar de Ucrania que incluían 20 carros de combate principales T-72, 100 camiones militares y armas de fuego. 20 carros de combate T-72 han sido reportados por World Almanac. Los tanques se han utilizado en Kivu en el período de 2005-2009. En febrero de 2014, Ucrania informó que había recibido un pedido de exportación del carro de combate T-64 para las Fuerzas Terrestres de la República Democrática del Congo.

## Armamento

### Armas antitanque
| Nombre                  | Fotografía              | Origen                  | Tipo                          | Fabricante                     | Calibre                 |
| Lanzacohetes antitanque | Lanzacohetes antitanque | Lanzacohetes antitanque | Lanzacohetes antitanque       | Lanzacohetes antitanque        | Lanzacohetes antitanque |
| ----------------------- | ----------------------- | ----------------------- | ----------------------------- | ------------------------------ | ----------------------- |
| RPG-7                   |                         | Rusia                   | Granada propulsada por cohete | Bazalt                         | 40 mm                   |
| Cañones sin retroceso   |                         |                         |                               |                                |                         |
| Cañón sin retroceso M18 |                         | Estados Unidos          | Cañón sin retroceso           | Ejército de los Estados Unidos | 57 mm                   |
| SPG-9                   |                         | Rusia                   | Cañón sin retroceso           | Planta de armas de Tula        | 73 mm                   |
| M20 recoilless rifle    |                         | Estados Unidos          | Cañón sin retroceso           | Ejército de los Estados Unidos | 75 mm                   |
| Cañón sin retroceso M40 |                         | Estados Unidos          | Cañón sin retroceso           | Watervliet Arsenal             | 105 mm                  |

### Artillería antiaérea
| Nombre               | Fotografía           | Origen               | Tipo                 | Fabricante                 | Calibre              |
| Artillería antiaérea | Artillería antiaérea | Artillería antiaérea | Artillería antiaérea | Artillería antiaérea       | Artillería antiaérea |
| -------------------- | -------------------- | -------------------- | -------------------- | -------------------------- | -------------------- |
| ZPU-4                |                      | Rusia                | Artillería antiaérea | Planta Degtiariov          | 14.5 mm              |
| M1939 (61-K)         |                      | Rusia                | Artillería antiaérea | Planta mecánica de Podolsk | 37 mm                |

### Armas de fuego
| Nombre                    | Fotografía               | Origen                   | Tipo                               | Fabricante                                           | Munición                 |
| Pistolas semiautomáticas  | Pistolas semiautomáticas | Pistolas semiautomáticas | Pistolas semiautomáticas           | Pistolas semiautomáticas                             | Pistolas semiautomáticas |
| ------------------------- | ------------------------ | ------------------------ | ---------------------------------- | ---------------------------------------------------- | ------------------------ |
| FN Browning GP-35         |                          | Bélgica                  | Pistola semiautomática             | FN Herstal                                           | 9 × 19 mm Parabellum     |
| Smith & Wesson Modelo 39  |                          | Estados Unidos           | Pistola semiautomática             | Smith & Wesson                                       | 9 × 19 mm Parabellum     |
| Heckler & Koch P7         |                          | Alemania                 | Pistola semiautomática             | Heckler & Koch                                       | 9 × 19 mm Parabellum     |
| Fusiles de asalto         |                          |                          |                                    |                                                      |                          |
| AK-47                     |                          | Rusia                    | Fusil de asalto                    | Corporación Kalashnikov                              | 7,62 × 39 mm             |
| AKM                       |                          | Rusia                    | Fusil de asalto                    | Corporación KalashnikovPlanta de armas de Tula       | 7,62 × 39 mm             |
| Emtan Karmiel MZ-4P       |                          | Israel                   | Fusil de asalto                    | Emtan Karmiel Ltd.                                   | 5,56 x 45 mm OTAN        |
| FN FNC                    |                          | Bélgica                  | Fusil de asalto                    | FN Herstal                                           | 5,56 × 45 mm OTAN        |
| Fusil M16                 |                          | Estados Unidos           | Fusil de asalto                    | Colt's Manufacturing Company                         | 5,56 × 45 mm OTAN        |
| SIG SG 540                |                          | Suiza                    | Fusil de asalto                    | Schweizerische Industrie Gesellschaft                | 5,56 × 45 mm OTAN        |
| IMI Galil                 |                          | Israel                   | Fusil de asalto                    | IMI Systems                                          | 5,56 × 45 mm OTAN        |
| Fusiles de combate        |                          |                          |                                    |                                                      |                          |
| CETME                     |                          | España                   | Fusil de combate                   | Centro de Estudios Técnicos de Materiales Especiales | 7,62 × 51 mm OTAN        |
| FN FAL                    |                          | Bélgica                  | Fusil de combate                   | FN Herstal                                           | 7,62 × 51 mm OTAN        |
| Ametralladoras            |                          |                          |                                    |                                                      |                          |
| Ametralladora ligera Bren |                          | Reino Unido              | Ametralladora ligera               | Royal Small Arms Factory                             | .303 British             |
| FN MAG                    |                          | Bélgica                  | Ametralladora de propósito general | FN Herstal                                           | 7,62 × 51 mm OTAN        |
| Ametralladora M60         |                          | Estados Unidos           | Ametralladora de propósito general | General DynamicsUS Ordnance                          | 7,62 × 51 mm OTAN        |
| Browning M2               |                          | Estados Unidos           | Ametralladora pesada               | General DynamicsFN Herstal                           | 12,7 × 99 mm OTAN        |
| DShK                      |                          | Rusia                    | Ametralladora pesada               | Planta de armas de Tula                              | 12,7 × 108 mm            |

### Artillería remolcada
| Nombre              | Fotografía         | Origen             | Tipo               | Fabricante                                                       | Calibre            |
| Cañones de campaña  | Cañones de campaña | Cañones de campaña | Cañones de campaña | Cañones de campaña                                               | Cañones de campaña |
| ------------------- | ------------------ | ------------------ | ------------------ | ---------------------------------------------------------------- | ------------------ |
| D-44                |                    | Rusia              | Cañón de campaña   | Uralmash                                                         | 85 mm              |
| M-46                |                    | Rusia              | Cañón de campaña   | Fábrica de Armas de Motovilija en Perm                           | 130 mm             |
| Tipo 59             |                    | China              | Cañón de campaña   | Fuerza terrestre del EPL                                         | 130 mm             |
| Cañones de montaña  |                    |                    |                    |                                                                  |                    |
| M116                |                    | Estados Unidos     | Cañón de montaña   | Ejército de los Estados Unidos                                   | 75 mm              |
| Obuses remolcados   |                    |                    |                    |                                                                  |                    |
| 2A18 (D-30)         |                    | Rusia              | Obús remolcado     | GRAU                                                             | 122 mm             |
| 122 mm M1938 (M-30) |                    | Rusia              | Obús remolcado     | Fábrica de construcción de maquinaria de Nizhny NóvgorodUralmash | 122 mm             |
| 152 mm (D-20)       |                    | Rusia              | Obús remolcado     | Fábrica de artillería número 9 de Ekaterimburgo                  | 152 mm             |

### MANPADS
| Nombre        | Fotografía | Origen  | Tipo                                  | Fabricante | Calibre |
| MANPADS       | MANPADS    | MANPADS | MANPADS                               | MANPADS    | MANPADS |
| ------------- | ---------- | ------- | ------------------------------------- | ---------- | ------- |
| 9K32 Strela-2 |            | Rusia   | Sistema de defensa antiaérea portátil | KBM        | 72 mm   |

### Morteros
| Nombre      | Fotografía | Origen         | Tipo     | Fabricante                     | Calibre  |
| Morteros    | Morteros   | Morteros       | Morteros | Morteros                       | Morteros |
| ----------- | ---------- | -------------- | -------- | ------------------------------ | -------- |
| 82 mm-BM-37 |            | Rusia          | Mortero  | GRAU                           | 82 mm    |
| Mortero M30 |            | Estados Unidos | Mortero  | Ejército de los Estados Unidos | 107 mm   |

## Vehículos

### Artillería autopropulsada
| Nombre                    | Fotografía                | Origen                    | Tipo                                      | Fabricante                    | Calibre cañón             |
| Artillería autopropulsada | Artillería autopropulsada | Artillería autopropulsada | Artillería autopropulsada                 | Artillería autopropulsada     | Artillería autopropulsada |
| ------------------------- | ------------------------- | ------------------------- | ----------------------------------------- | ----------------------------- | ------------------------- |
| SO-152                    |                           | Rusia                     | Artillería autopropulsada                 | Uraltransmash                 | 152.4 mm                  |
| 2S1 Gvozdika              |                           | Ucrania                   | Artillería autopropulsadaVehículo anfibio | Planta de tractores de Járkov | 122 mm                    |

### Carros de combate
| Nombre                        | Fotografía                    | Origen                        | Tipo                          | Fabricante                                 | Calibre cañón                 |
| Carros de combate principales | Carros de combate principales | Carros de combate principales | Carros de combate principales | Carros de combate principales              | Carros de combate principales |
| ----------------------------- | ----------------------------- | ----------------------------- | ----------------------------- | ------------------------------------------ | ----------------------------- |
| T-72                          |                               | Rusia                         | Carro de combate principal    | Uralvagonzavod                             | 125 mm                        |
| T-64                          |                               | Ucrania                       | Carro de combate principal    | S.E.O. Malyshev                            | 125 mm                        |
| T-62                          |                               | Rusia                         | Carro de combate principal    | Uralvagonzavod                             | 115 mm                        |
| T-54/55                       |                               | Rusia                         | Carro de combate principal    | Uralvagonzavod                             | 100 mm                        |
| Tipo 59                       |                               | China                         | Carro de combate principal    | First Inner Mongolia Machinery Factory     | 100 mm                        |
| Tanques ligeros               |                               |                               |                               |                                            |                               |
| Tipo 62                       |                               | China                         | Tanque ligero                 | Harbin First Machinery Building Group Ltd. | 85 mm                         |
| PT-76                         |                               | Rusia                         | Tanque ligeroVehículo anfibio | Planta de Tractores de Volgogrado          | 76.2 mm                       |

### Lanzacohetes múltiples
| Nombre                  | Fotografía             | Origen                 | Tipo                   | Fabricante               | Calibre                |
| Lanzacohetes múltiples  | Lanzacohetes múltiples | Lanzacohetes múltiples | Lanzacohetes múltiples | Lanzacohetes múltiples   | Lanzacohetes múltiples |
| ----------------------- | ---------------------- | ---------------------- | ---------------------- | ------------------------ | ---------------------- |
| RM-70                   |                        | Eslovaquia             | Lanzacohetes múltiple  | Konštrukta Defence       | 122.4 mm               |
| BM-21                   |                        | Rusia                  | Lanzacohetes múltiple  | NPO Splav                | 122.4 mm               |
| Lanzacohetes remolcados |                        |                        |                        |                          |                        |
| Tipo 63                 |                        | China                  | Lanzacohetes remolcado | Fuerza terrestre del EPL | 106.7 mm               |

### Vehículos blindados de combate
| Nombre                             | Fotografía            | Origen                | Tipo                  | Fabricante            | Calibre cañón         |
| Automóviles blindados              | Automóviles blindados | Automóviles blindados | Automóviles blindados | Automóviles blindados | Automóviles blindados |
| ---------------------------------- | --------------------- | --------------------- | --------------------- | --------------------- | --------------------- |
| Panhard AML                        |                       | Francia               | Automóvil blindado    | Panhard               | 90 mm                 |
| EE-09 Cascavel                     |                       | Brasil                | Automóvil blindado    | Engesa                | 90 mm                 |
| Vehículos de combate de infantería |                       |                       |                       |                       |                       |
| BMP-1                              |                       | Rusia                 | VCI                   | Kurganmashzavod       | 73 mm                 |

### Transportes blindados de personal
| Nombre                            | Fotografía                        | Origen                            | Tipo                                     | Fabricante                        |
| Transportes blindados de personal | Transportes blindados de personal | Transportes blindados de personal | Transportes blindados de personal        | Transportes blindados de personal |
| --------------------------------- | --------------------------------- | --------------------------------- | ---------------------------------------- | --------------------------------- |
| M113                              |                                   | Estados Unidos                    | TBP                                      | FMC Corporation                   |
| Panhard M3                        |                                   | Francia                           | TBP                                      | Panhard                           |
| Fahd                              |                                   | Egipto                            | TBP                                      | Fábrica Kader                     |
| MT-LB                             |                                   | Ucrania                           | TBPTractor de artilleríaVehículo anfibio | S.E.O. Malyshev                   |
| BTR-50                            |                                   | Rusia                             | TBPVehículo anfibio                      | Planta de Tractores de Volgogrado |
| BTR-60                            |                                   | Rusia                             | TBPVehículo anfibio                      | Gorkovsky Avtomobilny Zavod       |

### Vehículos protegidos Resistentes a las Minas y las Emboscadas
| Nombre                                                        | Fotografía                                                    | Origen                                                        | Tipo                                                          | Fabricante                                                    |
| Vehículos Protegidos Resistentes a las Minas y las Emboscadas | Vehículos Protegidos Resistentes a las Minas y las Emboscadas | Vehículos Protegidos Resistentes a las Minas y las Emboscadas | Vehículos Protegidos Resistentes a las Minas y las Emboscadas | Vehículos Protegidos Resistentes a las Minas y las Emboscadas |
| ------------------------------------------------------------- | ------------------------------------------------------------- | ------------------------------------------------------------- | ------------------------------------------------------------- | ------------------------------------------------------------- |
| Casspir                                                       |                                                               | Sudáfrica                                                     | MRAP                                                          | Land Systems OMC                                              |

### Vehículos todoterreno y camiones militares
| Nombre                | Fotografía         | Origen             | Tipo                 | Fabricante            |
| Camiones militares    | Camiones militares | Camiones militares | Camiones militares   | Camiones militares    |
| --------------------- | ------------------ | ------------------ | -------------------- | --------------------- |
| ACMAT VLRA            |                    | Francia            | Camión militar       | ACMAT                 |
| REO M35               |                    | Estados Unidos     | Camión militar       | REO Motor Car Company |
| M809                  |                    | Estados Unidos     | Camión militar       | AM General            |
| Vehículos todoterreno |                    |                    |                      |                       |
| Auverland A3          |                    | Francia            | Vehículo todoterreno | Auverland             |
| M151                  |                    | Estados Unidos     | Vehículo todoterreno | Ford Motor Company    |

## Otras fuerzas activas en el país

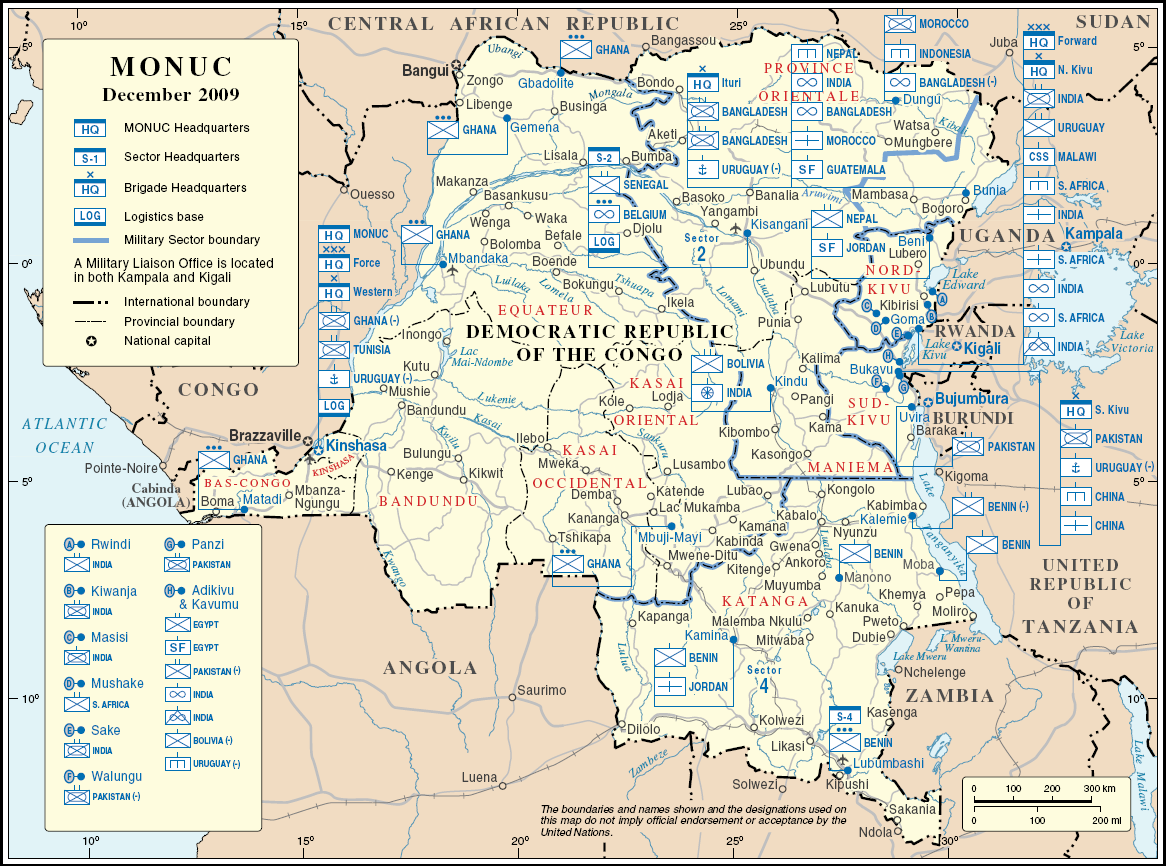
Ubicaciones de las unidades de la MONUSCO en diciembre de 2009.

Existen actualmente gran número de tropas de las Naciones Unidas en la República Democrática del Congo. La misión de estabilización de las Naciones Unidas en la República Democrática del Congo (MONUSCO) inició a partir del 31 de agosto de 2011 tenía una fuerza de más de 19.000 efectivos y tiene la misión de ayudar a las autoridades congoleñas a mantener la seguridad. Las Naciones Unidas y militares extranjeros ayudan a las misiones, la facción que más ayuda al gobierno es el EUSEC, están tratando de ayudar a los congoleños en la reconstrucción de las fuerzas armadas, con grandes esfuerzos en tratar de asegurar el pago de sueldos a personal de las fuerzas armadas regulares y también en justicia militar. 
 
Grupos de rebeldes ruandeses luchan contra gobierno bajo el nombre de las FDLR, y otros combatientes extranjeros permanecen dentro de la República Democrática del Congo. Las FDLR que es la mayor preocupación del ejército, tiene al menos 6.000 rebeldes fuertemente armados, a partir de julio de 2007. Por finales de 2010 la fuerza de la FDLR bajaron y ahora se estiman unos 2.500 rebeldes. Los otros grupos son más pequeños. El servicio nacional se encarga de proporcionar al ejército comida y entrenamiento y una gama de actividades de desarrollo y reconstrucción. No hay muchos datos disponibles y no accesible en la red de información la relación del servicio nacional a otros órganos de las fuerzas armadas; no aparece en la Constitución. El Presidente Kabila, en una de las pocas observaciones disponibles, dice que el servicio nacional proporcionará una actividad lucrativa para niños de la calle. El servicio civil obligatorio administrado a través de las fuerzas armadas también se propuso bajo el régimen de Mobutu durante la "radicalización".

## Graduación militar

### Oficiales y generales
| Grado militar       | Insignia | Rangos OTAN |
| ------------------- | -------- | ----------- |
| Teniente general    |          | OF-9        |
| General de Ejército |          | OF-8        |
| General de división |          | OF-7        |
| General de brigada  |          | OF-6        |
| Coronel             |          | OF-5        |
| Teniente coronel    |          | OF-4        |
| Comandante          |          | OF-3        |
| Capitán             |          | OF-2        |
| Teniente            |          | OF-1        |
| Subteniente         |          | OF-1        |

### Suboficiales y tropa
| Grado militar    | Insignia | Rangos OTAN |
| ---------------- | -------- | ----------- |
| Suboficial mayor |          | OR-9        |
| Suboficial       |          | OR-8        |
| Sargento mayor   |          | OR-7        |
| Sargento primero |          | OR-6        |
| Sargento         |          | OR-5        |
| Cabo primero     |          | OR-4        |
| Cabo             |          | OR-3        |
| Soldado          |          | OR-2        |
| Recluta          |          | OR-1        |